# Michael Ammar
Pour les articles homonymes, voir Ammar.
Michael Ammar (né le 25 juin 1956 à Logan, Virginie-Occidentale) est l'un des magiciens de close-up (magie rapprochée avec des cartes, des pièces de monnaie...), les plus connus des États-Unis. Il jouit aussi d'une grande renommée dans l'ensemble de la communauté des magiciens. Il est considéré comme "le" magicien des magiciens.
Cadet d'une famille de quatre enfants, il naît à Logan, dans l'État de Virginie-Occidentale (West Virginia).
Son goût pour la magie apparaît précocement, quand il découvre une publicité dans un magazine : "500 tours de magie pour 25 cents ! ". Ammar envoie son quart de dollar et reçoit le catalogue. Il commence à commander quelques tours et à s'entraîner. En peu  de temps, il a déjà monté un spectacle de magie complet, avec des colombes dressées - et même un jeune assistant. Sa ville natale, bien qu'elle fût de petite taille, l'encourage très vite et lui donne l'occasion d'animer des anniversaires et de se produire dans les écoles.
Une fois à l'Université, Ammar rencontre d'autres personnes qui partagent sa passion. Il publie ses premières idées magiques dans les années 1980 et se produit pour Johnny Carson, ainsi qu'au fameux Magic Castle. Son tour fétiche devient vite la carte au plafond : une carte choisie librement, signée, et replacée dans le jeu de cartes reste collée au plafond quand le magicien lance le paquet entouré d'un élastique en l'air. Ammar confie que ce tour est un faiseur de renommée, car toutes les personnes qui aperçoivent la carte collée au plafond se demandent tout de suite comment elle est arrivée à cet endroit...  On parle donc du magicien : bonne publicité !
En 1983, il concourt pour les championnats du monde de magie et remporte la médaille d'or en close-up. Ce faisant, il devint le second Américain à remporter ce prix dans toute l'histoire de cette glorieuse compétition. 
À la suite de sa victoire, Ammar s'en va vers l'ouest du pays où il rencontre le mythique Dai Vernon (surnommé "Le professeur" par la communauté magique) qui devint jusqu'à la fin de sa vie, son mentor. Michael Ammar devient également célèbre pour sa maîtrise de l'art des gobelets, très ancienne discipline magique. Reprenant les idées de Vernon, il crée des nouveaux mouvements de baguette magique et finalement une routine incroyable.
À ce jour, Ammar est à l'origine de plus de 40 cassettes vidéo et DVD de magie, ainsi que de bien des ouvrages et magazines. Ses qualités pédagogiques et ses idées simples mais ingénieuses sont reconnues par tous. Avec celles de David Roth, les vidéos de ses cours de numismagie (magie des pièces appelée coin-magic), font référence. Il collabore aussi avec Paul Harris, autre grand close-up man. Michael Ammar incarne ce personnage WASP du parfait américain, blond, souriant et faiseur de magie. En 1999, le Magic Magazine l'inclut dans la liste des 100 magiciens les plus influents du XXe siècle.